# Zeleni škržatek
Zeleni škržatek (znanstveno ime Empoasca vitis) je vrsta malih škržatkov, razširjena po večini Evrope in Azije ter v delu Severne Afrike in znana kot škodljivec na več vrstah kulturnih rastlin.

## Opis
3,1 do 4 mm dolg škržatek je bledozelene barve s prozornimi krili, tudi elitre so zelenkaste in prozorne. Prav tako so bledozelene nimfe. Te za razliko od odraslih ne skačejo aktivno, motnji se aktivno umaknejo z značilno hojo postrani.
Podobno kot ostali škržatki se pri dvorjenju zanašajo na sporazumevanje z vibracijami podlage. Samec spontano oddaja vibracijske signale v določenem vzorcu in skače naokrog dokler se ne znajde v bližini godne samice. Ta odgovarja na njegove signale, s čimer vzpostavita duet. Na podlagi odgovorov samec najde samico na gostiteljski rastlini, sledi dvorjenje z drugačnimi signali, temu pa nato parjenje.

## Ekologija
Je polifaga vrsta, kar pomeni, da se lahko prehranjuje s številnimi vrstami gostiteljev. V svoji poddružini, Typhlocybinae, je poseben, saj se prehranjuje z zabadanjem kljunca v floem namesto sesanja rastlinskih sokov iz mezofila. Konec spomladi samice odlagajo jajčeca na spodnjo stran listov gostitelja. Čez dva tedna se izležejo nimfe in se v naslednjih petih tednih štirikrat levijo do preobrazbe v odraslo žival. Te se znova parijo in izležejo jajčeca v avgustu. Nov rod odraste in prezimi med listi vednozelenih rastlin, kot je bršljan, v posebej ugodnih pogojih pa se lahko delno razvije še tretji rod.
S sesanjem na drevesnih gostiteljih običajno ne povzroča opaznih sprememb, na občutljivejših pa ob močnejši prisotnosti razbarvanje površine listov, porjavitev žil in ukrivljanje ter temnenje robov listov. Kot škodljivec je pomemben predvsem na vinski trti v Evropi in pravem čajevcu v Aziji, pri slednjem lahko ob hudih izbruhih povzroči tudi do tretjino izpada pridelka.
Pajki, kot so skakači, so pomembni plenilci zelenih škržatkov, poleg tega pa so za biološki nadzor lahko uporabne tudi parazitoidne osice vrste Anagrus atomus.
V Sloveniji je vrsta razširjena v vseh vinorodnih območjih, vendar hujše škode ne povzroča, čeprav se lahko precej namnoži.